# رستم یکدست
رستم یکدست که در شاهنامه کردی، برزونامه، هفت لشکر، زرین قبانامه و چند داستان دیگر شاهد حضور او هستیم، پهلوانی است سوای رستم دستان که یکدست مادرزاد است و موجودی آمیخته از انسان و دیو است. یک دست او تا زانو و دست دیگرش تا سینه اش است ولی این نقص جسمانی هیچ تأثیری بر روی کارآمدی و جنگاوری او ندارد. او پهلوانی تمام عیار و از نظر قدرت بدنی فوق‌العاده است. در هیچ صحنه ای رستم دستان و دیگر پهلوانان با او گلاویز نمی‌شوند و رستم دستان به ناچار برای مقابله با او دست به حیله می‌زند.

## شخصیت
از آنجا که رستم یکدست موجودی آمیخته از انسان و دیو است، از نظر ظاهر و رفتار موجودی دو سرشتی است. گاهی اوقات می‌خواهد از دیوی به انسانیت برسد و در خصوصیات انسانی، خود را بگنجاند، ولی ناگهان به سرشت دیوی خود بر می‌گردد و از انسانیت دور می‌شود اما در کل ذات او پلید نیست و سعی دارد تا انسان باشد. او گاهی در حال کمک به ایرانیان است و در مواقعی نیز در صفوف دشمنان ایران بخصوص تورانیان به جنگ ایران می‌آید و به افراسیاب خدمت می‌کند.
ظاهر و توانایی‌های او تا حد زیادی به مانند دیوان است؛ در سنگ پراکنی و سنگ اندازی مهارت زیادی دارد، توانایی ایجاد گردباد را دارد اما بر خلاف بقیه دیوان، خوی انسانی دارد. او به دلیل دوری از تمدن و زندگی در محیط آزاد موجودی بی‌نزاکت است. در داستانی رستم دستان پس از کمک رستم یکدست در آزاد کردن برزو، او را به دربار ایران و کی خسرو می‌برد اما به دلیل رفتارهای ناپسندی که از خود بروز می‌دهد از دربار اخراج می‌شود و به حالت قهر به توران می‌رود.
در فرهنگ فارسی آنندراج، ملاطغرا در وصف شخصیت رستم یکدست می‌گوید:
| سبو هم به مردانگی رستمی است |  | که یک دست دارد، عجب آدمی است |

## هویت
او به رستم کوتاه دست، رستم مغربی و رستم مازندرانی نیز مشهور است. در شاهنامه کردی او خود را به برزو پسر سهراب، رستم یکدست اهل مازندران و فرزند کوهرنگ پسر اکوان دیو معرفی می‌کند. ابوالقاسم انجوی شیرازی در مورد تبار او گفته می‌گوید که نام او شمکوس بن شمیلان بن سرند بن ضحاک ماردوش است؛ شمکوس، شمیلان و سرند اسم‌های غیر ایرانی هستند که بیش تر به اسم دیوان و تورانیان شباهت دارند. انتساب رستم یکدست به ضحاک ماردوش به این علت است که ایرانیان ضحاک را از نژاد دیو می‌دانستند. تبار رستم دستان نیز از طرف مادر به مانند رستم یکدست، به مهراب کابلی و ضحاک ماردوش می‌رسد. او به نقل از منبعی می‌گوید پس از شکست خوردن سپاهیان توران از ایرانیان، رستم یکدست به دست جهانبخش پسر فرامرز کشته می‌شود و به سزای اعمالش می‌رسد.

## دربرزونامه
اولین برخورد رستم دستان با رستم یکدست در کتاب برزونامه زمانی رخ می‌دهد که رستم دستان برای آزادی برزو از زندان اکوان دیو راهی مغرب می‌شود. وقتی که رستم دستان گرسنه و تشنه در بیابانی گرفتار می‌شود، رستم یکدست به یاری او می‌آید و او را از آن وضعیت خلاص می‌کند و درخواست می‌کند تا غلام رستم دستان و راهنمای او برای نجات برزو باشد. آخرین رویارویی این دو نیز زمانی رخ می‌دهد که رستم یکدست عاشق مهر جهانسوز دختر گرسیوز و همسر برزو می‌گردد و به دلیل صفات دیو مانند خود با حیله او را می‌رباید. رستم دستان او را اسیر می‌کند و او در بیتی از رستم دستان می‌خواهد آزادش کند تا محل نگهداری مهر جانسوز را به او بگوید و رستم دستان پس از شنیدن نام محل زندان مهر جانسوز، رستم یکدست را آزاد می‌کند و دیگر در کتاب برزونامه نامی از او برده نمی‌شود و سرنوشتش در این کتاب نا مشخص است.

## در هفت لشکر
در داستانی از کتاب هفت لشکر رستم یکدست در نبردی کوش بن کوش پدر کوش پیل دندان را که به جنگ ایرانیان آمده بود می‌کشد و زمینه‌ساز لشکرکشی کوش پیل دندان به ایران برای گرفتن اتنقام پدرش می‌شود. قبل از شروع این نبرد جدید در اردوگاه ایرانیان بین برزو و فرامرز برای جانشینی رستم دستان درگیری ایجاد می‌شود، نهایتا رستم دستان از برزو حمایت می‌کند و فرامرز به قهر سپاه ایران را ترک می‌گوید اما با نقابی بر صورت و با نام کوهکش، جنگجویی از نسل ضحاک ماردوش بازمی‌گردد، نهایتاً کوهکش (فرامرز) موفق می‌شود با کشتن کوش پیل دندان در نبرد تن به تن توانایی‌های خود را به پدرش رستم دستان اثبات کند.